# Hazel Scott

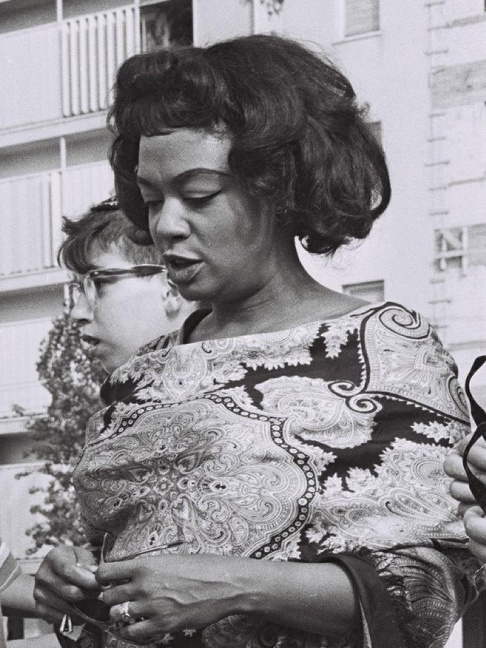
Izrael, 1962

Hazel Scott (Port of Spain, 1920. június 11. – New York, 1981. október 2.) trinidadi születésű amerikai dzsessz- és klasszikus zongorista, énekesnő.

Hazel Dorothy Scott nemcsak az az első afro-amerikai nő volt, aki saját televíziós műsorát  vezette, hanem az is, aki bátran állt az Amerika-ellenes Bizottság és egyúttal a hollywoodi stúdiógépezet elé. Az előadónő klasszikus művek dzsesszes feldolgozásaival is elkápráztatta el a közönséget − az Egyesült Államokban és külföldön egyaránt.

## Pályakép
Hazel Scott a trinidadi Port of Spainban született. Négyévesen New Yorkba költözött női zenekar vezető édesanyjával (aki például Lil Hardin Armstronggal is fellépett).
Scott zenei csodagyerek volt: nyolcéves korában ösztöndíjat kapott, hogy a Juilliard Schoolban tanulhasson. Tinédzser korában játszott a Cafe Society című filmben (1936). Ugyancsak tinédzserként fellépett az amerikai Creolians együttessel − egy kizárólag nőkből álló zenekarral − amelyet édesanyja, Alma Scott vezetett. 1938-ban a Sing Out the News című Broadway-show-ban énekelt. 1939 és 1945 között további elfoglaltságai voltak a Broadway-en, többek között az 1942-es Priorities című produkcióban.
Saját zenekarával rendszeresen fellépett különböző klubokban; játszott Count Basie zenekarával is. Kétszer lépett fel a Carnegie Hallban. 1939-ben négy előadást tartottak a Decca Recordsnak.
Hazel Scott nyilvánosan ellenezte a McCarthyizmust és a szegregációt. Néhány hónappal később törölték a vádat, hogy kommunista szimpatizáns lenne.
1945-56 között Adam Clayton Powell Jr. tiszteletes volt a férje – az első afroamerikai a képviselőházban; tőle gyermeke is született.
1957-59 között Párizsban élt, és Németországban is előrdul amerikai klubokban. Scott csatlakozzott a párizsi fekete emigráns közösséghez, ahol 1950-es években és 60-as évek elején élt. Mire visszatér az Egyesült Államokba, a zenei világ már más volt. A polgárjogi mozgalom közepette a dzsessznél fontosabb volt a protest song, a rhythm and blues és rock & roll.
Nem sokkal 1981 júniusában bekövetkezett halála előtt − már rákban szenvedve − részt vett a Universal Jazz Coalition emlékkoncerten a néhai Mary Lou Williams tiszteletére.

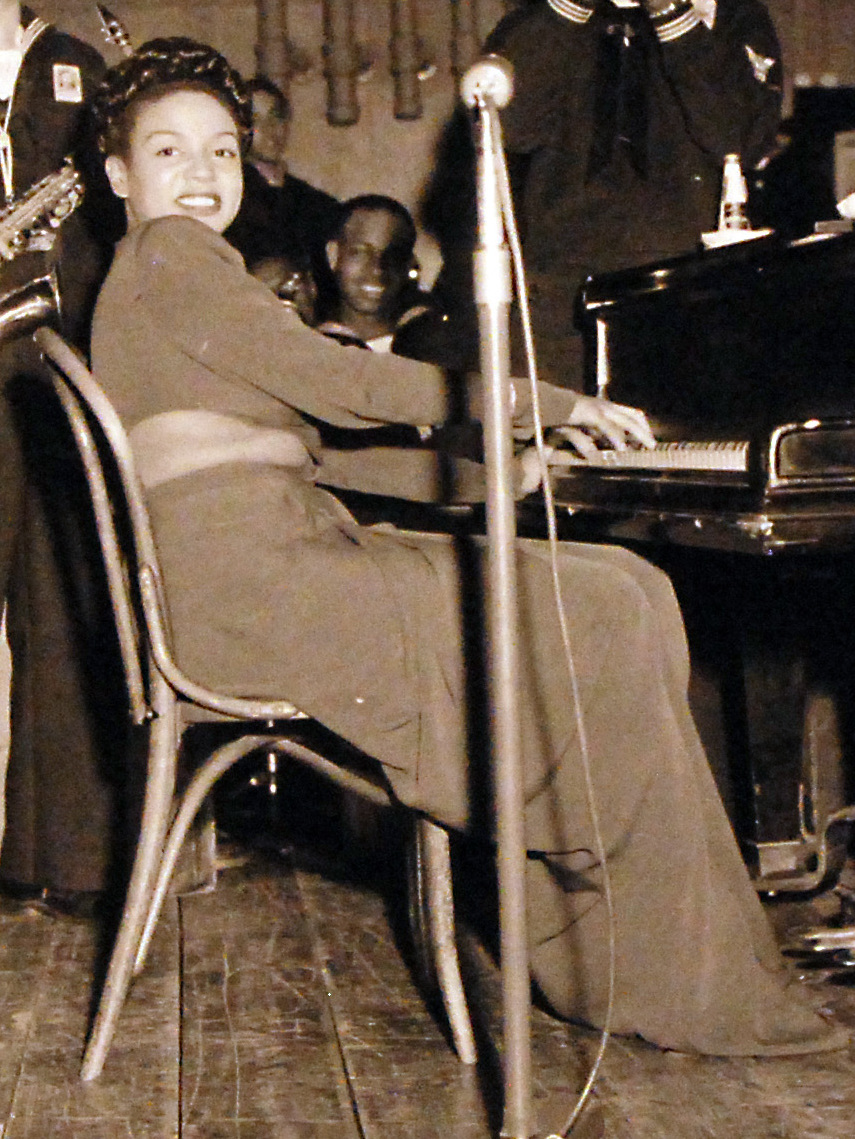
1943

- Scott a Decca Records, a Columbia Records és a Signature Records különböző együtteseinek vezetőjeként rögzített lemezeket, köztük egy triót, amely Bill English dobosból, Martin Rivera nagybőgősből és belőle állt, valamint egy másik triót Charles Mingus basszusgitárossal és Rudie Nichols dobossal.
- 1955-ös „Relaxed Piano Moods” című album elsősorban az ő munkája, és amelyet ma a kritikusok a legnagyobbra értékelnek. Egyedülálló swingstílusa, a dzsessz és a klasszikus hatások ötvözete élete végéig tartotta iránta az érdeklődést. Hazel Scott lenyűgözte a közönséget Chopin, Bach és Rachmaninov klasszikus remekműveinek eredeti feldolgozásaival, amelyeket könnyedén dzsessz riffekké varázsolt.

- Alicia Keys Scottot idézte ihletőjeként a 61. Grammy-díjátadón: „... gondoltam azokra az emberekre, akik inspirálnak engem; kiabáld ki Hazel Scottnak, mindig is szerettem volna vele kétzongorást játszani.”
- A „When Women Invented Television” című könyvében Jennifer Keishin Armstrong írónő szerint Scott egyike annak a négy nőnek, akik nagy hatással voltak a médiára.
- 2022-ben a Harlemi Táncszínház új balettet mutatott be Hazel Scott életéről.

## Lemezválogatás
- Swinging the Classics: Piano Solos in Swing Style with Drums [78rpm 3-disc album set] (1941)
- Her Second Album of Piano Solos with Drums Acc. [78rpm 3-disc album set] (1942)
- A Piano Recital [78rpm 4-disc album set] (1946)
- Great Scott! [78rpm 4-disc album set] (1948, 1950)
- Two Toned Piano Recital [LP], 1952)
- Hazel Scott's Late Show ([LP] (1953)
- Relaxed Piano Moods (Debut #DLP-16 [LP] (1955)
- 'Round Midnight (1957)
- Always (1979)
- After Hours (1983)

## Filmek
- Hazel Scott az IMDb-n

## Fordítás
Ez a szócikk részben vagy egészben  a   Hazel Scott című német Wikipédia-szócikk ezen változatának fordításán alapul.  Az eredeti cikk szerkesztőit annak laptörténete sorolja fel. Ez a jelzés csupán a megfogalmazás eredetét és a szerzői jogokat jelzi, nem szolgál a cikkben szereplő információk forrásmegjelöléseként.